# Ivan Bek
Ivan „Ivica” Bek (serb. Иван Бек, fr. Yvan Beck, ur. 29 października 1909 w Belgradzie, zm. 2 czerwca 1963 w Sète) – jugosłowiańsko–francuski piłkarz narodowości serbskiej występujący na pozycji napastnika, reprezentant Jugosławii (1927–1931) i Francji (1935–1937).

## Kariera piłkarska
Bek swoją przygodę z futbolem zaczynał w 1925 w klubie BSK Belgrad. Przez 3 lata gry w tej drużynie zanotował 50 występów, w których strzelił aż 51 bramek.  W 1928 przeszedł do Mačva Šabac, jednak już w tym samym roku wyjechał do Francji, by grać w klubie FC Sète. W tym zespole spędził kolejne trzy lata, wraz z drużyną zdobył Puchar Francji w  sezonie 1929/30, oraz dotarł do jego finału rok wcześniej. 
Sezon 1931/1932 spędził w szwajcarskiej Uranii Genève Sport. Urania z Bekiem w składzie dotarła do finału Pucharu Szwajcarii, w którym przegrała 1:5 z Grasshoppers. Po tym sezonie Bek powrócił do FC Sète. Występował w tym klubie do końca sezonu 1934/35, odnosząc dużo sukcesów. Największym z nich była tzw. podwójna korona, czyli zdobycie w sezonie 1933/34 mistrzostwa i Pucharu Francji. Dla Delfinów zagrał w 69 spotkaniach, w których strzelił 33 bramki.
Kolejnym zespołem Beka było AS Saint-Étienne. W drużynie tej odznaczał się niesamowitą skutecznością pod bramką rywali. Pomógł drużynie w sezonie 1937/38 awansować do Première Division. Przez 4 lata gry w AS wystąpił 109 razy, strzelając 93 bramki. W 1940 został zawodnikiem klubu Nîmes Olympique, w którym grał do 1942. Następnie występował w AS Aixoise, z którym zdobył mistrzostwo Division d’Honneur (ligi regionalnej) w sezonie 1943/44. Po tym sezonie zakończył karierę piłkarską.
| Sezon   | Klub                | Kraj       | Rozgrywki                                     | Mecze | Bramki |
| ------- | ------------------- | ---------- | --------------------------------------------- | ----- | ------ |
| 1925/26 | BSK Belgrad         | Jugosławia | Prvenstvo Krаljevini Srbа, Hrvаtа i Slovenаcа |       |        |
| 1926/27 | BSK Belgrad         | Jugosławia | Prvenstvo Krаljevini Srbа, Hrvаtа i Slovenаcа |       |        |
| 1927/28 | BSK Belgrad         | Jugosławia | Prvenstvo Krаljevini Srbа, Hrvаtа i Slovenаcа |       |        |
| 1928/29 | Mačva Šabac         | Jugosławia |                                               |       |        |
| 1928/29 | FC Sète             | Francja    |                                               |       |        |
| 1929/30 | FC Sète             | Francja    |                                               |       |        |
| 1930/31 | FC Sète             | Francja    |                                               |       |        |
| 1931/32 | Urania Genève Sport | Szwajcaria | Nationalliga                                  | 16    | 16     |
| 1932/33 | FC Sète             | Francja    | Première Division                             | 17    | 9      |
| 1933/34 | FC Sète             | Francja    | Première Division                             | 26    | 14     |
| 1934/35 | FC Sète             | Francja    | Première Division                             | 26    | 10     |
| 1935/36 | AS Saint-Étienne    | Francja    | Division 2                                    | 30    | 27     |
| 1936/37 | AS Saint-Étienne    | Francja    | Division 2                                    | 29    | 32     |
| 1937/38 | AS Saint-Étienne    | Francja    | Division 2                                    | 28    | 28     |
| 1938/39 | AS Saint-Étienne    | Francja    | Première Division                             | 22    | 5      |
| 1940/41 | Nîmes Olympique     | Francja    | Première Division                             |       |        |
| 1941/42 | Nîmes Olympique     | Francja    | Première Division                             |       |        |
| 1942/43 | Nîmes Olympique     | Francja    | Première Division                             |       |        |
| 1943/44 | AS Aixoise          | Francja    |                                               |       |        |

## Kariera reprezentacyjna

### Reprezentacja Jugosławii
Karierę reprezentacyjną rozpoczął 15 maja 1927 w meczu przeciwko Bułgarii, który jego zespół wygrał 2:0. Uczestnik Igrzysk Olimpijskich 1928 w Amsterdamie, gdzie Jugosławia poległa w pierwszej rundzie z Portugalią 1:2. 
W 1930 został powołany przez trenera Boško Simonovicia na Mistrzostwa Świata w Urugwaju. Jego reprezentacja zajęła na turnieju 4. miejsce, a on sam zagrał w trzech spotkaniach z Brazylią (bramka), Boliwią (2 bramki) i późniejszym mistrzem świata Urugwajem. 
Po raz ostatni w reprezentacji zagrał 25 października 1931 w przegranym 3:6 spotkaniu z Polską. W sumie w latach 1927–1931 wystąpił w 7 spotkaniach kadry Jugosławii, w których strzelił 4 bramki.
| Mecze i gole w reprezentacji Jugosławii | Mecze i gole w reprezentacji Jugosławii | Mecze i gole w reprezentacji Jugosławii | Mecze i gole w reprezentacji Jugosławii | Mecze i gole w reprezentacji Jugosławii | Mecze i gole w reprezentacji Jugosławii | Mecze i gole w reprezentacji Jugosławii |
| #                                       | Data                                    | Miasto                                  | Przeciwnik                              | Gol                                     | Wynik                                   | Rozgrywki                               |
| --------------------------------------- | --------------------------------------- | --------------------------------------- | --------------------------------------- | --------------------------------------- | --------------------------------------- | --------------------------------------- |
| 1.                                      | 15.05.1927                              | Sofia                                   | Bułgaria                                |                                         | 2:0                                     | towarzyski                              |
| 2.                                      | 29.05.1928                              | Amsterdam                               | Portugalia                              |                                         | 1:2                                     | IO 1928                                 |
| 3.                                      | 14.07.1930                              | Montevideo                              | Brazylia                                | Gol                                     | 2:1                                     | MŚ 1930                                 |
| 4.                                      | 17.07.1930                              | Montevideo                              | Boliwia                                 | Gol · Gol                               | 4:0                                     | MŚ 1930                                 |
| 5.                                      | 27.07.1930                              | Montevideo                              | Urugwaj                                 |                                         | 1:6                                     | MŚ 1930                                 |
| 6.                                      | 03.08.1930                              | Buenos Aires                            | Argentyna                               |                                         | 1:3                                     | towarzyski                              |
| 7.                                      | 25.10.1931                              | Poznań                                  | Polska                                  | Gol                                     | 3:6                                     | towarzyski                              |

### Reprezentacja Francji
Karierę reprezentacyjną w reprezentacji Francji rozpoczął 17 lutego 1935 meczem przeciwko reprezentacji Włoch, przegranym 1:2. Wszystkie spotkania, w których wystąpił dla Trójkolorowych, miały charakter towarzyski. Po raz ostatni w reprezentacji Francji zagrał 10 października 1937 w spotkaniu przeciwko Szwajcarii, wygranym 2:1. Łącznie w latach 1935–1937 wystąpił w 5 spotkaniach.
| Mecze i gole w reprezentacji Francji | Mecze i gole w reprezentacji Francji | Mecze i gole w reprezentacji Francji | Mecze i gole w reprezentacji Francji | Mecze i gole w reprezentacji Francji | Mecze i gole w reprezentacji Francji | Mecze i gole w reprezentacji Francji |
| #                                    | Data                                 | Miasto                               | Przeciwnik                           | Gol                                  | Wynik                                | Rozgrywki                            |
| ------------------------------------ | ------------------------------------ | ------------------------------------ | ------------------------------------ | ------------------------------------ | ------------------------------------ | ------------------------------------ |
| 1.                                   | 17.02.1935                           | Rzym                                 | Włochy                               |                                      | 1:2                                  | towarzyski                           |
| 2.                                   | 17.03.1935                           | Paryż                                | Niemcy                               |                                      | 1:3                                  | towarzyski                           |
| 3.                                   | 14.04.1935                           | Bruksela                             | Belgia                               |                                      | 1:1                                  | towarzyski                           |
| 4.                                   | 19.05.1935                           | Colombes                             | Węgry                                |                                      | 2:0                                  | towarzyski                           |
| 5.                                   | 10.10.1937                           | Paryż                                | Szwajcaria                           |                                      | 2:1                                  | towarzyski                           |

## Sukcesy
FC Sète
- Mistrzostwo Francji (1): 1933/34
- Puchar Francji (2): 1929/30, 1933/34
- Finał Pucharu Francji (1): 1928/29

Urania Genève Sport
- Finał Pucharu Szwajcarii (1): 1931/32

AS Aixoise
- Mistrzostwo Division d’Honneur (1): 1943/44